# Fissidentalium yokoyamai
Fissidentalium yokoyamai är en blötdjursart som först beskrevs av Makiyama 1931.  Fissidentalium yokoyamai ingår i släktet Fissidentalium och familjen Dentaliidae. Inga underarter finns listade i Catalogue of Life.